# 朱弘懋
滋陽王朱弘懋（？—1650年2月25日（永曆四年正月庚辰）），明朝宗室、南明軍事人物。

## 生平
朱弘懋是朱元璋的十一世孫、滋陽王朱以渶的兒子，襲封滋陽王的日期不詳。李成棟反正時，他在惠州的山寨起兵，自稱「翊運大將軍」，部下數萬人；他計劃出師北伐，李成棟的部下杜永和不准許，另一部下黃應更是嫌忌他。成棟入廣州，朱弘懋指派總統十三營總兵馮明高率令三千人協助守衛南雄。沈猶龍亦奉他在松江府起兵；兵敗後朱朝墠依附鄭成功的中左所。永曆四年（1650年），李士璉叛投清朝，誘殺諸王，他得知後穿好官服，面無憂傷，責罵李士璉是逆賊，因此被殺。

## 家族
- 王妃孔氏，永曆元年葉南芝奉她住在龍南，和兒子被清兵擒殺[3]。
- 繼妃某氏，容貌漂亮，黃應杰想侵犯她，她拒絕並背著上衣閉門，趁機拆下衣服上吊自殺[3]。

## 引用
1. 1 2  錢海岳《南明史·卷三·本紀第三》：（永曆四年正月）庚辰……奉化伯黃應 杰、討虜將軍李士璉誘執郡王十三人，以惠州畔附於清，滋陽王弘懋、崇信王誼𣴖、陽信王弘福、永豐王由桐、銅陵王由榳、德化王常汶、仁化王慈㶧等薨。
2. 1 2  錢海岳《南明史·卷二十七·列傳第三》：滋陽王弘懋，魯滋陽王以渶子，太祖十一世孫，不知何年襲封。李成棟反正，起兵惠州山寨，稱翊運大將軍，眾數萬。請出師北伐，杜永和不允，黃應杰患之。成棟延至廣州，弘懋命總統十三營總兵馮明高率三千人助守南雄。
3. 1 2 3  錢海岳《南明史·卷二十七·列傳第三》：永曆四年，李士璉以惠州畔，誘執諸王，杜永和不允。弘懋聞變，衣冠出，面無戚容，大罵士璉逆臣，遇害薨。妃孔，元年葉南芝奉居龍南，與子為清兵執，薨。繼妃某，色美，應杰將辱犯之，不從，贏上衣閉室，乘間拆下衣縷自經薨。